# Radio Vassivière
 (juillet 2019).
Si vous disposez d'ouvrages ou d'articles de référence ou si vous connaissez des sites web de qualité traitant du thème abordé ici, merci de compléter l'article en donnant les références utiles à sa vérifiabilité et en les liant à la section « Notes et références ».
Radio Vassivière est une radio associative qui diffuse ses programmes sur le territoire de la montagne limousine, du plateau de Millevaches et ses alentours, à cheval sur les trois départements du Limousin (inclus dans la Région Nouvelle-Aquitaine). Elle opère sur quatre fréquences : sur le secteur de Vassivière (Sud-Creuse), sur le secteur d'Ussel (Haute-Corrèze), le secteur de Meymac et enfin le secteur d'Aubusson. 

## Descriptif
L’association compte 7 salariés, 1 à 3 volontaires en service civique, une trentaine de bénévoles actifs et une centaine d'adhérents. Ses locaux sont situés au deuxième étage de la mairie de Royère-de-Vassivière, au 1er étage du 54 avenue Limousine à Meymac (bâtiment de l'Espace Jeunes) et au tiers-lieu Pang! la gare à Felletin. 

Radio Vassivière propose un programme axé sur la communication sociale de proximité. Ce sont aujourd’hui une trentaine d’émissions en public par an et des partenariats avec de nombreux acteurs de son territoire. C’est aussi une mission d’éducation populaire, avec des interventions régulières en milieu scolaire et périscolaire, auprès de personnes âgées, de demandeurs d’asile...

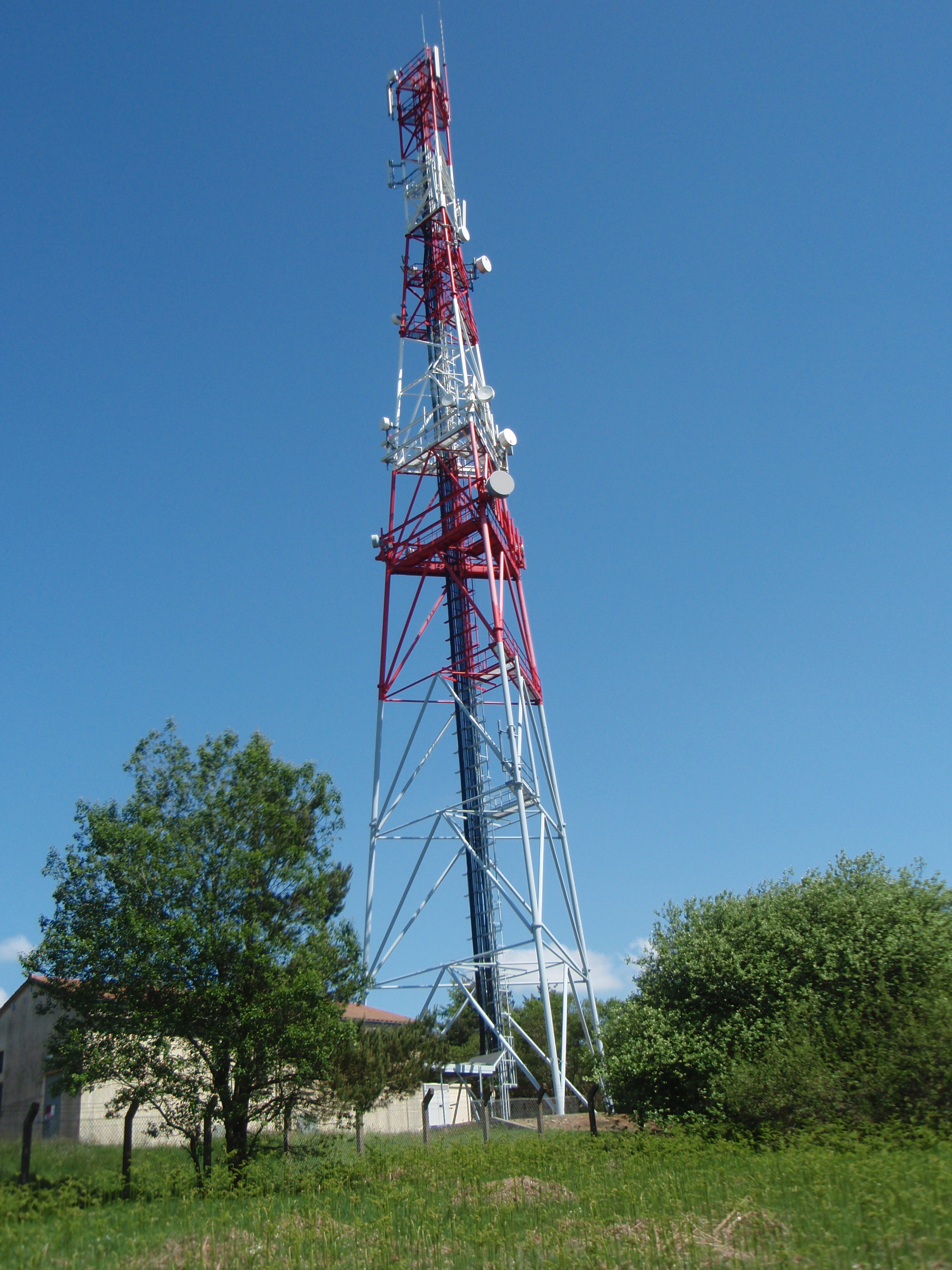
l'Antenne située au Puy Beaubier.

A Royère l'antenne est située au Puy Beaubier (à proximité du Signal du Picq) posée à une altitude au sol de 822 mètres soit 844 mètres au sommet de l'antenne, et en Haute Corrèze, l'antenne est posée sur le château d'eau de Sarsou (Ussel).  
Radio Vassivière fait partie du Groupement des Radios Associatives Libres (GRAL) qui regroupe 11 radios locales en Nouvelle Aquitaine. 

## Historique
Radio Vassivière  est créée en 1984 pour promouvoir le tourisme autour du lac de Vassivière et émet seulement pendant la période estivale.  
Après 2 ans d'existence, en 1986, Radio Vassivière émet toute l'année, 24h/24, depuis ses studios et son antenne de Royère de Vassivière. 
En 2007, Radio Vassivière obtient une 2ème fréquence, le 92,3 FM, autour d'Ussel. En 2012, un 2ème studio est créé à Ussel, avec un animateur propre, au sein de l'Espace Culturel Jean Ferrat. 
En février 2014, l'association se déclare en cessation de paiements auprès du Tribunal de Guéret. En février 2015, le Tribunal de Grande instance de Guéret arrête le plan de redressement de l'association, qui lui enjoint de rembourser une dette d'environ 140 000 euros jusqu'en 2024.
Afin de sauver la radio, l'émission depuis la Haute Corrèze est arrêtée, le studio d'Ussel fermé, des manifestations de soutien organisées. Un élan de soutien de la part de la population et de nombreuses collectivités locales permet la survie de cette radio locale jusqu'à présent.
En 2016, une nouvelle antenne est posée à Ussel, permettant de reprendre les émissions sur la Haute-Corrèze et un nouveau studio voit le jour à Meymac.
En 2017, l'ancien Président de Radio Vassivière est condamné au versement d'une amende de 5000 € pour "dommages et intérêts en réparation du préjudice que lui ont causé les manquements à son mandat de président"
En 2018, Radio Vassivière candidate auprès du Conseil Supérieur de l'Audiovisuel (CSA) pour l'obtention de 2 nouvelles fréquences, à Meymac (Corrèze) et à Aubusson (Creuse).

### Les fréquences
- Royère de Vassivière 88.6 MHz (1 kW)
- Ussel 92.3 MHz
- Aubusson 88 MHz
- Meymac 103.1 MHz